# کوهنه + ناگل
کوهنه + ناگل (انگلیسی: Kuehne + Nagel) شرکت هلدینگ آلمانی است، که در زمینه ارائه خدمات ترابری و لجستیک فعالیت می‌کند و به‌عنوان دومین شرکت بزرگ خدمات لجستیک جهان شناخته می‌شود.
شرکت کوهنه + ناگل در سال ۱۸۹۰ توسط آگوست کوهنه و فردریش ناگل در شهر برمن، آلمان تأسیس شد و در حال حاضر مالک شبکه‌ای از ۱۳۰۸ دفتر خدماتی در ۱۰۸ کشور جهان می‌باشد.
دفتر مرکزی این شرکت در شهر شیندلگی، سوئیس قرار دارد و بخشی از سهام آن در بازارهای بورس سیکس سوئیس و بورس فرانکفورت معامله می‌شود.